# Кубок мира по спортивной ходьбе 2004
Кубок мира по спортивной ходьбе 2004 прошёл 1—2 мая в Наумбурге (Германия). Сильнейших выявляли взрослые спортсмены и юниоры до 20 лет (1985 года рождения и моложе). Были разыграны 10 комплектов медалей (по 5 в личном и командном зачёте).
С 2004 года в программу Кубка мира по ходьбе были включены юниорские заходы. Спортсмены до 20 лет соревновались в личном и командном первенстве на дистанции 10 км.
Благодаря добавлению двух новых дисциплин турниру в Наумбурге удалось поставить рекорд по количеству участников — их впервые оказалось больше 400. На старт вышли 424 ходока из 54 стран мира (210 мужчин, 98 женщин, 63 юниора и 53 юниорки).
Каждая команда могла выставить до пяти спортсменов в каждый из взрослых заходов и до трёх в юниорских соревнованиях. Лучшие в командном зачёте определялись по сумме мест трёх лучших спортсменов среди взрослых и двух лучших — среди юниоров.
Джефферсон Перес из Эквадора стал первым человеком, кто три раза выиграл ходьбу на 20 км на Кубках мира. Ещё три человека в истории турнира становились первыми на этой дистанции по 2 раза.

## Расписание
| Дата       | Время | Заход         |
| ---------- | ----- | ------------- |
| 1 мая 2004 | 10:00 | 50 км мужчины |
| 1 мая 2004 | 15:00 | 10 км юниорки |
| 1 мая 2004 | 16:30 | 10 км юниоры  |
| 2 мая 2004 | 10:00 | 20 км женщины |
| 2 мая 2004 | 13:00 | 20 км мужчины |

Время местное (UTC+2)

## Медалисты
Сокращения: WR — мировой рекорд | AR — рекорд континента | NR — национальный рекорд | WJR — мировой рекорд среди юниоров | AJR — континентальный рекорд среди юниоров | NJR — национальный рекорд среди юниоров | CR — рекорд соревнований
Курсивом выделены участники, чей результат не пошёл в зачёт команды

### Мужчины и юниоры
| Дисциплина             | Золото                                                                                   | Золото   | Серебро                                                                                   | Серебро  | Бронза                                                                                                   | Бронза   |
| ---------------------- | ---------------------------------------------------------------------------------------- | -------- | ----------------------------------------------------------------------------------------- | -------- | --- | -------- |
| 20 км                  | Джефферсон Перес Эквадор                                                                 | 1:18.42  | Роберт Корженёвский Польша                                                                | 1:19.02  | Нейтан Дикс Австралия                                                                                    | 1:19.11  |
| 20 км (команды)        | Китай · Хань Юйчэн · Лю Юньфэн · Сюй Синдэ · Чжу Хунцзюнь · Лю Дашань                    | 18 очков | Эквадор · Джефферсон Перес · Роландо Сакипай · Хавьер Морено · Фаусто Кинде · Андрес Чочо | 35 очков | Италия · Ивано Бруньетти · Алессандро Ганделлини · Марко Джунджи · Лоренцо Чиваллеро · Микеле Дидони     | 35 очков |
| 50 км                  | Алексей Воеводин Россия                                                                  | 3:42.44  | Юй Чаохун Китай                                                                           | 3:43.47  | Юрий Андронов Россия                                                                                     | 3:46.49  |
| 50 км (команды)        | Россия · Алексей Воеводин · Юрий Андронов · Герман Скурыгин · Семён Ловкин · Степан Юдин | 8 очков  | Китай · Юй Чаохун · А Латангадасу · Цуй Чжидэ · Син Шуцай · Чжао Чэнлян                   | 14 очков | Испания · Хесус Анхель Гарсия · Сантьяго Перес · Марио Авельянеда · Франсиско Пинардо · Микель Одриосола | 23 очка  |
| Юниоры 10 км           | Сунь Чао Китай                                                                           | 40.38 CR | Эдер Санчес Мексика                                                                       | 41.01    | Бенхамин Санчес Испания                                                                                  | 41.19    |
| Юниоры 10 км (команды) | Мексика · Эдер Санчес · Алехандро Рохас · Давид Мехия                                    | 9 очков  | Россия · Александр Прохоров · Андрей Рузавин · Владимир Канайкин                          | 11 очков | Китай · Сунь Чао · Ши Юн · Чжао Цзяньго                                                                  | 13 очков |

### Женщины и юниорки
| Дисциплина              | Золото                                                             | Золото     | Серебро                                                                                            | Серебро  | Бронза                                                                                        | Бронза     |
| ----------------------- | ------------------------------------------------------------------ | ---------- | -------------------------------------------------------------------------------------------------- | -------- | --------------------------------------------------------------------------------------------- | ---------- |
| 20 км                   | Елена Николаева Россия                                             | 1:27.24 CR | Цзян Цзин Китай                                                                                    | 1:27.34  | Мария Васко Испания                                                                           | 1:27.36 NR |
| 20 км (команды)         | Китай · Цзян Цзин · Сун Хунцзюань · Ван Липин · Сюй Айхуэй · Ши На | 18 очков   | Россия · Елена Николаева · Юлия Воеводина · Татьяна Козлова · Наталья Федоськина · Татьяна Гудкова | 28 очков | Румыния · Клаудия Штеф · Норика Кымпян · Даниэла Кырлан · Вероника Будиляну · Ана Мария Гроза | 41 очко    |
| Юниорки 10 км           | Вера Соколова Россия                                               | 45.29 CR   | Анна Брагина Россия                                                                                | 46.15    | Чжан Нань Китай                                                                               | 47.18      |
| Юниорки 10 км (команды) | Россия · Вера Соколова · Анна Брагина · Светлана Васильева         | 3 очка     | Польша · Агнешка Дыгач · Беата Бодзёх                                                              | 16 очков | Греция · Деспина Запуниду · Алексия Триадафиллу · Мариана Маразопулу                          | 22 очка    |